# La mujer rota
La mujer rota es una película argentina dirigida por Sebastián Faena y protagonizada por Dolores Fonzi, Juan De Benedictis y Isabel Achaval. Fue estrenada el 25 de octubre de 2007.

## Sinopsis
La mujer rota, da vueltas alrededor de un límite que no puede aceptar; el hombre que ama no la quiere. Este sentimiento devora su vida y por más que lo desea, no logra escapar del círculo vicioso de la obsesión.

## Reparto
- Dolores Fonzi como Camila
- Juan De Benedictis como Valentín
- Isabel Achaval como Isabel
- Pablo Rago como Juan
- Pascual Condito como Guardia de teatro
- Marilda Benítez como Cocinera
- Sergio Baldini como Chofer de Juan
- Ramiro Agüero como Conductor de ambulancia
- María Marull como Azafata